# Річний (Ясненський міський округ)
Річни́й (рос. Речной) — селище у складі Ясненського міського округу Оренбурзької області, Росія.
Стара назва — отділення № 3 совхоза Цілинний.

## Населення
Населення — 56 осіб (2010; 170 у 2002).
Національний склад (станом на 2002 рік):
- казахи — 68 %